# ČZ 2000
ČZ 2000 – prototypowy system broni strzeleckiej rozwijany w Czechach przez zakłady Česka Zbrojovka. System obejmował karabinek i subkarabinek automatyczny oraz ręczny karabin maszynowy zasilane podstawową amunicją pośrednią NATO –  5,56 × 45 mm. Projekt nie odniósł sukcesu i nie został wprowadzony na wyposażenie.

## Historia
Historia tego systemu broni sięga jeszcze lat 70 XX w. kiedy to w ramach projektu ŁADA postanowiono zastąpić dotychczas używane karabinki Sa vz. 58 na nabój 7,62 × 39 mm, nową bronią bazującą na radzieckim AK-74 na nabój 5,45 × 39 mm. Nowe karabinki w serii prototypowej zostały skierowane do testów w jednostkach wojskowych dopiero w 1989 r. Zbiegło się to z aksamitną rewolucją i obaleniem systemu komunistycznego w Czechosłowacji, a co za tym idzie uznaniem za nieperspektywiczne wprowadzaniem nowej broni na amunicję radziecką w demokratycznym państwie aspirującym do wstąpienia do NATO. 
W związku z tym projekt zmodyfikowano przystosowując karabinek do zasilania amunicją 5,56 × 45 mm NATO oraz dodatkowo wprowadzając bazujące na nim: subkarabinek i ręczny karabin maszynowy. Powstały w ten sposób nowy system broni przemianowano na ČZ 2000 i ponownie skierowano do testów. Projekt nie odniósł jednak sukcesu, a armia czeska wprowadziła na uzbrojenie inne karabinki tego samego producenta – CZ 805 BREN.

## Konstrukcja

### Karabinek automatyczny
Karabinek ČZ 2000 oparty był na konstrukcji karabinków systemu AK (a konkretnie: AK-74). Względem oryginalnej konstrukcji wyróżniał go między innymi obsługiwany kciukiem selektor ognia/bezpiecznik, ulepszona pokrywa komory zamkowej umożliwiająca montowanie na niej celowników (wydłużając linię celowniczą) oraz zastosowanie amunicji NATO-wskiej. Zasada działania karabinka była analogiczna jak w AK – odrzut gazów prochowych z wykorzystaniem tłoka gazowego. Ryglowanie odbywa się poprzez suwadło z ryglem obrotowym. Broń posiada celownik krzywkowy (nastawy od 100 m do 800 m) wyposażony w punkty trytowe. Ponadto istnieje możliwość montażu celowników optycznych. Karabinek posiada lufę przystosowaną do instalacji dwójnogu oraz osadę bagnetu stanowiące jednocześnie uchwyty do mocowania granatnika podwieszanego. Broń posiada szkieletową kolbę składaną na bok (bez możliwości regulacji). Docelowo miał zastąpić karabinki Sa vz. 58.

### Subkarabinek
Subkarabinek ČZ 2000 był skróconą wersją podstawowego karabinka. Nie posiadał możliwości montażu bagnetu ani dwójnogu. Docelowo miał zastąpić pistolety maszynowe vz. 61 Skorpion.

### Ręczny karabin maszynowy
W wersji jako ręczny karabin maszynowy, względem standardowego karabinka zastosowano w nim dłuższą ciężką lufę z mocowaniem dwójnogu. Broń wyposażona jest w szynę do montażu celowników optycznych (z lewej strony komory zamkowej) Broń dostosowano do zasilania syntetycznymi magazynkami bębnowymi o pojemności 200 nabojów. Rkm CZ 2000 miał zastąpić ukm vz. 59.